# Fotovoltaico architettonicamente integrato
FAI è l'acronimo di fotovoltaico architettonicamente integrato, corrispondente in lingua italiana all'acronimo inglese BIPV che significa Building Integrated Photo Voltaic.
Il FAI racchiude l'insieme delle tecnologie fotovoltaiche studiate per essere applicate agli edifici come parte integrante dell'involucro edilizio.

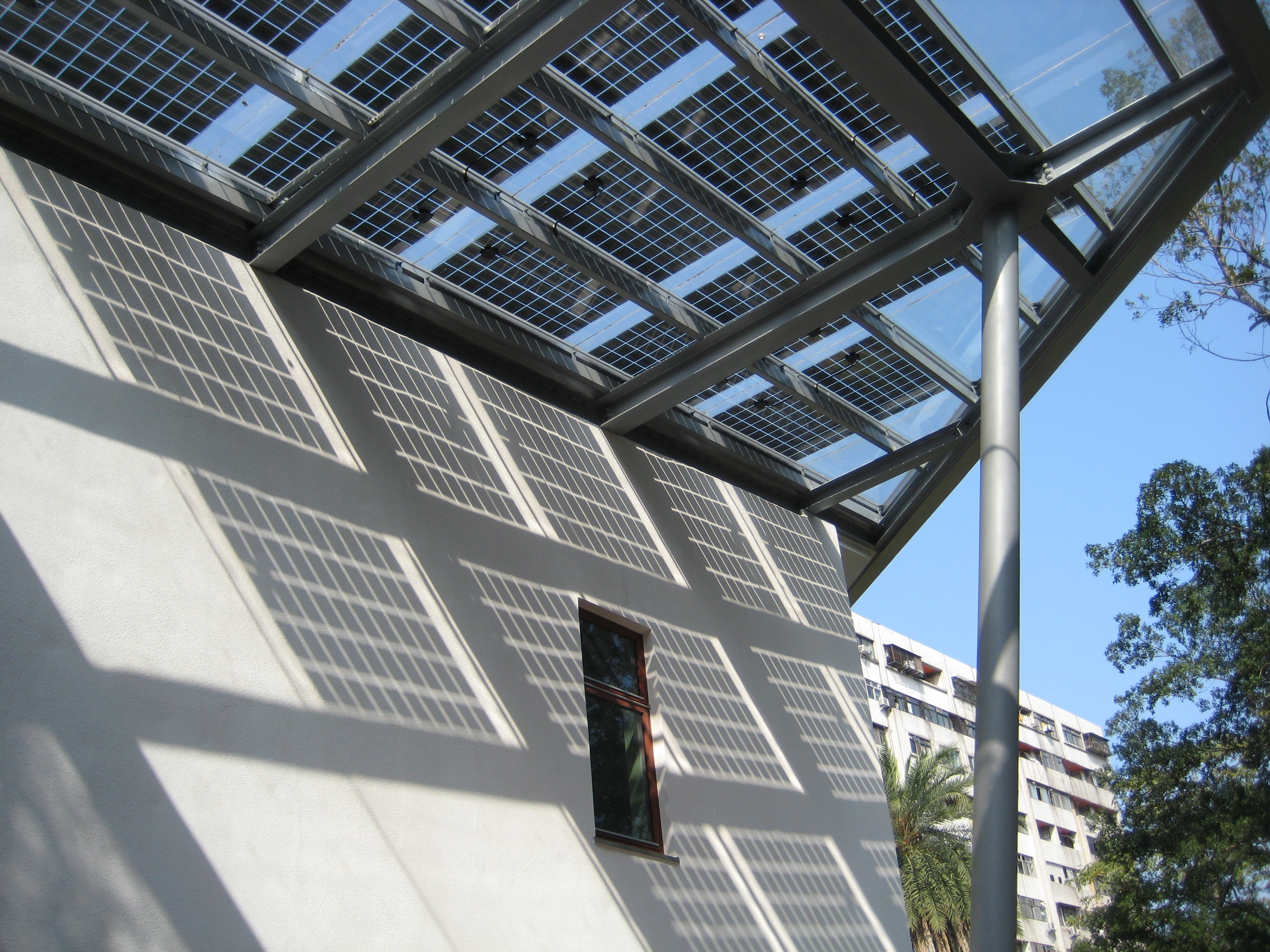
Esempio di copertura fotovoltaica architettonicamente integrata (FAI)

Esso può corrispondere alla totale sostituzione di componenti esterni all'edificio (tegole, lamiere, guaine, vetrate, etc) quanto alla produzione di sistemi che contengono celle fotovoltaiche al loro interno e costituiscono la parte esterna dell'edificio.

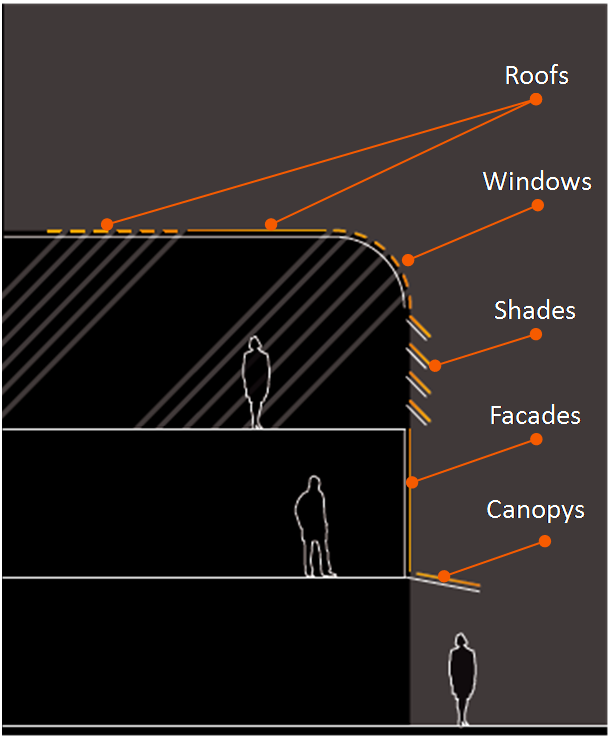
Applicazioni di architetture FAI a diverse parti dell'involucro edilizio

## Storia
I sistemi fotovoltaici architettonicamente integrati nascono per ragioni estetiche verso la fine degli anni '70 a copertura di edifici su specifica richiesta del dipartimento dell'energia americano DOE che finanziava progetti per il fotovoltaico distribuito. Agli inizi degli anni '80 diversi progetti di società nipponiche e americane erano già realtà, tuttavia gli alti costi di produzione delle celle fotovoltaiche rendevano impraticabile l'industrializzazione dei moduli e pertanto dei sistemi FAI. Le prime case FAI furono costruite negli Stati Uniti tra il 1978 (si veda John Long model home) e il 1980, avevano una bassissima efficienza e necessitavano di importanti sforzi economici per renderle architettonicamente integrate. Esse davano al risultato estetico comunque un inizio del concetto a tutti i livelli.
Con il miglioramento delle efficienze energetiche delle tecnologie fotovoltaiche, negli anni '90 diverse organizzazioni (centri ricerca, università, società) principalmente giapponesi ed europee avevano iniziato lo studio per l'industrializzazione di questi sistemi.
Solo dalla fine degli anni '90 però il FAI diventa qualcosa di cui occuparsene in maniera sistematica. Nel 1999 le tecnologie si sono affinate e vengono incorporate su edifici commerciali come nel caso del "4 Times Square Building" a New York City con un impianto FAI in silicio amorfo nel lato sud compreso tra il 37º e il 43º piano.
Si tratta di soluzioni dedicate come molte ne nascono in quegli anni, ma la standardizzazione prende una forte spinta alla fine degli anni 2000. In questa periodo infatti sono i numerosi stati europei (Spagna, Germania, Francia, Italia in primis) a dare una svolta al settore grazie ai meccanismi del conto energia. Questa tipologia di impianto fotovoltaico prende piede in Italia a partire dal 2008 grazie soprattutto agli incentivi in Conto Energia e alle tecnologie sviluppate particolarmente in Francia dal 2006 (si veda a tal proposito Installation photovoltaïque intégrée au bâti).
La tecnologia sono moduli fotovoltaici cristallini che escono dalle linee di produzione con delle normali cornici portamodulo e che vengono fissate a strutture di supporto in sostituzione di superfici esistenti. Il risultato sono dei moduli sovrapposti alle superfici, pertanto i moduli fanno solo da captatori di irraggiamento solare e da superficie architettonica più o meno integrata. La barriera agli agenti atmosferici come neve, pioggia, umidità, vento etc, viene garantita da uno strato impermeabile di diversi materiali (generalmente PET, lamiere di alluminio, acciaio etc) sui quali scorre l'acqua piovana.
Nel 2011 si ha in Italia e Francia un'ulteriore spinta all'integrazione architettonica e viene introdotto il concetto di Fotovoltaico Integrato Innovativo FII dove il modulo esce dalle linee di montaggio semplicemente come laminato e, per definizione, il sistema fa parte integrante dell'involucro edilizio. Cambia il fondamentale, da questo momento il FAI trasforma il semplice modulo in materiale da costruzione.

## Descrizione
Il FAI si contrappone ad una tipologia di montaggio sovrapposta all'architettura esistente in modo più o meno parallelo alla superficie ricoperta. In questo caso la tipologia si identifica con l'acronimo inglese BAPV e in italiano con "Fotovoltaico su edificio".
Il modulo fotovoltaico viene semplicemente installato sull'edificio, non è importante l'interfaccia, quanto l'efficienza nella captazione dell'irraggiamento solare. Non sempre tale soluzione è anche gradevole architettonicamente, ma corrisponde al più rudimentale sistema per installare potenza fotovoltaica su un edificio

### Tecnologie
Il FAI si distingue in 4 principali tecnologie in base al tipo di supporto dell'elemento sensibile del modulo:
1. fotovoltaico integrato con moduli con cornice
2. fotovoltaico integrato con moduli laminati
3. fotovoltaico integrato con moduli flessibili
4. fotovoltaico integrato con pasta fotovoltaica

### Fotovoltaico integrato innovativo

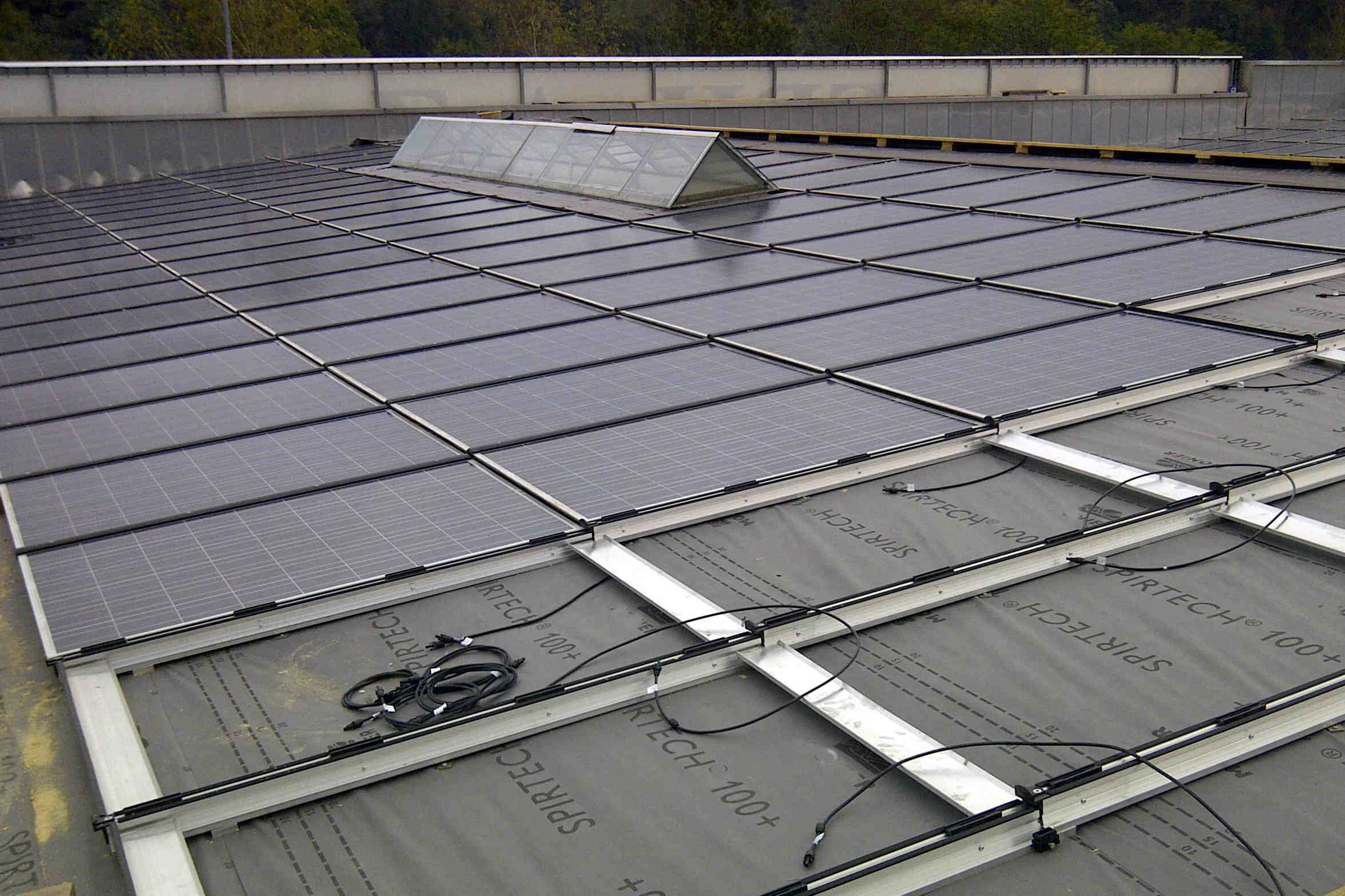
Esempio di impianto fotovoltaico architettonicamente integrato innovativo (FII). Gli impianti innovativi hanno la caratteristica principale di non permettere ad acqua, neve e vento di oltrepassare la barriera creata dai moduli fotovoltaici.

Nel fotovoltaico integrato innovativo entrano in gioco tre importanti concetti.
Il modulo fotovoltaico diventa parte integrante della struttura esterna dell'edificio. Il materiale costituente la superficie esterna ha il compito di 
1. fare da barriera all'acqua piovana, alla neve e al ghiaccio
2. supportare i carichi neve, i carichi del vento e i camminamenti per le eventuali manutenzioni
3. garantire l'evacuazione dell'aria umida e della condensa che si forma nelle superfici di interfaccia tra notte e giorno.

Inoltre, nel caso di sostituzione di elementi esterni presenti, i componenti fotovoltaici devono avere una pari o migliore efficienza termica dei componenti sostituiti.